# Liste der Kulturdenkmale im Landkreis Eichsfeld

Aufteilung des Landkreises in einzelne Gemeinden

Wappen des Landkreises

Die Liste der Kulturdenkmale im Landkreis Eichsfeld listet die Kulturdenkmale im nordthüringischen Landkreis Eichsfeld, aufgelistet nach einzelnen Gemeinden. Die Angaben in den einzelnen Listen ersetzen nicht die rechtsverbindliche Auskunft der zuständigen Denkmalschutzbehörde.

## Aufteilung
Wegen der großen Anzahl von Kulturdenkmalen im Landkreis Eichsfeld ist diese Liste in Teillisten nach den 68 Städten und Gemeinden aufgeteilt.
| Stadt/Gemeinde        | Karte | Kulturdenkmale                          | Bild eines Denkmals                    |
| --------------------- | ----- | --------------------------------------- | -------------------------------------- |
| Am Ohmberg            |       | Kulturdenkmale in Am Ohmberg            | Burg Großbodungen                      |
| Arenshausen           |       | Kulturdenkmale in Arenshausen           | St.-Matthäus-Kirche                    |
| Asbach-Sickenberg     |       | Kulturdenkmale in Asbach-Sickenberg     | Grenzmuseum Schifflersgrund            |
| Berlingerode          |       | Kulturdenkmale in Berlingerode          | St.-Stephanus-Kirche                   |
| Bodenrode-Westhausen  |       | Kulturdenkmale in Bodenrode-Westhausen  | Gemeindeamt in Bodenrode               |
| Bornhagen             |       | Kulturdenkmale in Bornhagen             | Burg Hanstein                          |
| Brehme                |       | Kulturdenkmale in Brehme                | Ruine Wildungen                        |
| Breitenworbis         |       | Kulturdenkmale in Breitenworbis         | Kirche                                 |
| Buhla                 |       | Kulturdenkmale in Buhla                 | Herrenhaus                             |
| Burgwalde             |       | Kulturdenkmale in Burgwalde             | Kirche St. Georg                       |
| Büttstedt             |       | Kulturdenkmale in Büttstedt             | Kirche                                 |
| Dieterode             |       | Kulturdenkmale in Dieterode             | Kirche                                 |
| Dietzenrode-Vatterode |       | Kulturdenkmale in Dietzenrode-Vatterode | Christuskirche Vatterode               |
| Dingelstädt           |       | Kulturdenkmale in Dingelstädt           | Rathaus                                |
| Ecklingerode          |       | Kulturdenkmale in Ecklingerode          | Kirche                                 |
| Effelder              |       | Kulturdenkmale in Effelder              | Eichsfelder Dom                        |
| Ferna                 |       | Kulturdenkmale in Ferna                 | Kirche                                 |
| Freienhagen           |       | Kulturdenkmale in Freienhagen           | Kirche St. Johannes der Täufer         |
| Fretterode            |       | Kulturdenkmale in Fretterode            | Evang. Kirche                          |
| Geisleden             |       | Kulturdenkmale in Geisleden             | Kirche                                 |
| Geismar               |       | Kulturdenkmale in Geismar               | Wallfahrtsstätte Hülfensberg           |
| Gerbershausen         |       | Kulturdenkmale in Gerbershausen         | Kirche                                 |
| Gernrode              |       | Kulturdenkmale in Gernrode              | Kirche                                 |
| Großbartloff          |       | Kulturdenkmale in Großbartloff          |                                        |
| Haynrode              |       | Kulturdenkmale in Haynrode              | Harburg                                |
| Heilbad Heiligenstadt |       | Kulturdenkmale in Heilbad Heiligenstadt | Mainzer Schloss                        |
| Heuthen               |       | Kulturdenkmale in Heuthen               | St.-Nikolaus-Kirche                    |
| Hohengandern          |       | Kulturdenkmale in Hohengandern          | Hansteinscher Gutshof                  |
| Kella                 |       | Kulturdenkmale in Kella                 |                                        |
| Kirchgandern          |       | Kulturdenkmale in Kirchgandern          | Steinkreuz                             |
| Kirchworbis           |       | Kulturdenkmale in Kirchworbis           | Kirche                                 |
| Krombach              |       | Kulturdenkmale in Krombach              | Kirche                                 |
| Küllstedt             |       | Kulturdenkmale in Küllstedt             | Küllstedter Tunnel                     |
| Leinefelde-Worbis     |       | Kulturdenkmale in Leinefelde-Worbis     | Worbiser Rathaus                       |
| Lindewerra            |       | Kulturdenkmale in Lindewerra            | Teufelskanzel                          |
| Marth                 |       | Kulturdenkmale in Marth                 | Burgruine Rusteberg                    |
| Niederorschel         |       | Kulturdenkmale in Niederorschel         | Alte Dorfschenke Rüdigershagen         |
| Pfaffschwende         |       | Kulturdenkmale in Pfaffschwende         |                                        |
| Reinholterode         |       | Kulturdenkmale in Reinholterode         | Kirche St. Petrus in Ketten            |
| Rohrberg              |       | Kulturdenkmale in Rohrberg              | St.-Pankratius-Kirche                  |
| Rustenfelde           |       | Kulturdenkmale in Rustenfelde           | Hospital                               |
| Schachtebich          |       | Kulturdenkmale in Schachtebich          | St.-Magnus-Kirche                      |
| Schimberg             |       | Kulturdenkmale in Schimberg             | Schloss Martinfeld                     |
| Schwobfeld            |       | Kulturdenkmale in Schwobfeld            | Kirche                                 |
| Sickerode             |       | Kulturdenkmale in Sickerode             | Kirche                                 |
| Sonnenstein           |       | Kulturdenkmale in Sonnenstein           | Kloster Gerode bei Weißenborn-Lüderode |
| Steinbach             |       | Kulturdenkmale in Steinbach             | Wallfahrtskapelle Etzelsbach           |
| Tastungen             |       | Kulturdenkmale in Tastungen             | Wehnder Warte                          |
| Teistungen            |       | Kulturdenkmale in Teistungen            | Grenzlandmuseum                        |
| Uder                  |       | Kulturdenkmale in Uder                  | Knorrsches Haus                        |
| Volkerode             |       | Kulturdenkmale in Volkerode             | Ruine des Gutes Goburg                 |
| Wachstedt             |       | Kulturdenkmale in Wachstedt             | Burg Gleichenstein                     |
| Wahlhausen            |       | Kulturdenkmale in Wahlhausen            | Kirche                                 |
| Wehnde                |       | Kulturdenkmale in Wehnde                | St.-Ursula-Kirche                      |
| Wiesenfeld            |       | Kulturdenkmale in Wiesenfeld            |                                        |
| Wingerode             |       | Kulturdenkmale in Wingerode             | Mariengrotte                           |